# Phloeodes pustulosus
Phloeodes pustulosus är en skalbaggsart som först beskrevs av Leconte 1859.  Phloeodes pustulosus ingår i släktet Phloeodes och familjen barkbaggar. Inga underarter finns listade i Catalogue of Life.